# تاکانوری هوشینو
تاکانوری هوشینو (انگلیسی: Takanori Hoshino؛ زادهٔ ۸ مهٔ ۱۹۸۰) صداپیشه، و بازیگر اهل ژاپن است.